# 馬島鸚鵡屬
馬島鸚鵡屬是鸚形目舊世界鸚鵡科下的一個屬。本屬物種分佈於塞席爾、馬達加斯加及葛摩群島等地，目前下屬4個物種。

## 命名歷史
本屬由英國鳥類學家約翰·格奧爾格·瓦格勒於1832年建立。其模式種由英國鳥類學家喬治·羅伯特·格雷於1840年指定為马岛小鹦鹉。其屬名來自於古希臘語（意指「烏鴉」）及（意指「外貌」）。

## 下屬物種
本屬包含以下物種：
- 马岛鹦鹉 Coracopsis vasa (Shaw, 1812)
- 塞舌尔黑鹦鹉 Coracopsis barklyi Newton, E, 1867
- 科摩罗黑鹦鹉 Coracopsis sibilans Milne-Edwards & Oustalet, 1885
- 马岛小鹦鹉 Coracopsis nigra (Linnaeus, 1758)

## 外部連結
- 维基共享资源上的相關多媒體資源：馬島鸚鵡屬
- 維基物種上的相關：馬島鸚鵡屬